# 2017
Il 2017 (MMXVII in numeri romani) è un anno  del XXI secolo.

## Eventi

### Gennaio
- 1º gennaio: 
  - Malta assume la presidenza di turno dell'Unione europea.
  - Attentato terroristico a Istanbul, in Turchia.
  - Nomina di António Guterres a Segretario Generale delle Nazioni Unite.
  - La Chiesa di Norvegia cessa di essere religione di Stato, dopo 500 anni.
- 3 gennaio: tre attentati terroristici a Baghdad, in Iraq.
- 17 gennaio: viene eletto il nuovo presidente del Parlamento europeo, Antonio Tajani.
- 17-20 gennaio: 46º vertice del World Economic Forum a Davos, in Svizzera.
- 18 gennaio:
  - Una serie di scosse di terremoto (di magnitudo dal 4,0 al 5,5) colpisce l'Abruzzo e il Lazio.
  - Una valanga generata dalle forti nevicate e dalle repliche del terremoto travolge l'Hotel Rigopiano a Farindola in provincia di Pescara, causando 29 vittime.
- 19 gennaio: El Chapo Guzmán viene estradato negli Stati Uniti d'America.
- 20 gennaio: insediamento del presidente eletto Donald Trump negli Stati Uniti d'America.
- 24 gennaio: la Corte suprema del Regno Unito pronuncia nella sentenza la necessità del voto del Parlamento riguardo alla Brexit
- 30 gennaio: il Marocco viene riammesso nell'Unione africana.

### Febbraio
- 5 febbraio: elezioni parlamentari in Liechtenstein.
- 6 febbraio: la Regina Elisabetta diventa il primo sovrano britannico a festeggiare il Giubileo di Zaffiro per i 65 anni sul trono.
- 8 febbraio: elezioni presidenziali in Somalia.
- 12 febbraio:
  - Elezioni presidenziali in Germania: vince Frank-Walter Steinmeier.
  - Elezioni presidenziali in Turkmenistan.
- 22 febbraio: la NASA comunica la scoperta di sette pianeti simili alla Terra, ma in un altro sistema solare.

### Marzo
- 2 marzo: elezioni parlamentari in Irlanda del Nord.
- 7 marzo: elezioni parlamentari in Micronesia.
- 8 marzo: centenario dell'inizio della Rivoluzione di febbraio.
- 10 marzo – Impeachment di Park Geun-hye: la Corte costituzionale della Corea del Sud depone la presidente.
- 12 marzo: elezioni parlamentari in Abcasia.
- 15 marzo: elezioni legislative nei Paesi Bassi.
- 20 marzo: elezioni presidenziali a Timor Est.
- 22 marzo: attentato terroristico a Londra.
- 26 marzo: elezioni parlamentari in Bulgaria.
- 27 marzo: elezioni generali in Somaliland.

### Aprile
- 2 aprile:
  - Elezioni parlamentari in Armenia.
  - Elezioni presidenziali in Serbia.
  - Secondo turno delle elezioni generali in Ecuador.
- 3 aprile: attentato terroristico a San Pietroburgo.
- 4 aprile: attacco chimico di Khan Shaykhun, in Siria.
- 6 aprile: elezioni parlamentari in Gambia.
- 7 aprile: 
  - gli Stati Uniti bombardano la base aerea di Shayrat in Siria, da cui è partito l'attacco chimico di Khan Shaykhun.
  - Attentato terroristico a Stoccolma, in Svezia.
- 9 aprile:
  - Due attentati terroristici nelle chiese copte in Egitto.
  - Elezioni presidenziali in Ossezia del Sud.
- 15 aprile: attentato terroristico ad Aleppo, in Siria.
- 16 aprile: 
  - Pasqua cattolica.
  - Referendum costituzionale in Turchia.
- 19-28 aprile: Elezione presidenziale in Albania
- 20 aprile: Attentato terroristico a Parigi.
- 23 aprile: primo turno delle elezioni presidenziali in Francia.

### Maggio
- 4 maggio: elezioni parlamentari in Algeria.
- 7 maggio: secondo turno delle elezioni presidenziali in Francia.
- 9 maggio: elezioni presidenziali in Corea del Sud.
- 13 maggio: fine della 62ª edizione dell'Eurovision Song Contest a Kiev, in Ucraina, vinta per la prima volta dal Portogallo.
- 17 maggio: inizia a diffondersi in tutto il mondo il ransomware noto con il nome di WannaCry, che infetta oltre 230 000 computer in 150 paesi, diventando uno dei maggiori contagi informatici mai avvenuti.
- 19 maggio: elezioni presidenziali in Iran.
- 22 maggio: attentato terroristico a Manchester, nel Regno Unito, durante il concerto della popstar Ariana Grande.
- 24 maggio: 28º vertice della NATO a Bruxelles, in Belgio.
- 25 maggio: 125º vertice dell'OPEC a Vienna, in Austria.
- 26-27 maggio: 43º vertice del G7 a Taormina, in Italia.

### Giugno
- 3 giugno: 
  - attentato terroristico a Londra.
  - Tragedia di piazza San Carlo a Torino durante la finale di Champions League tra Juventus e Real Madrid
  - elezioni parlamentari a Malta.
- 5 giugno: Il Montenegro diventa il 29º membro della NATO.
- 8 giugno: elezioni generali anticipate nel Regno Unito.
- 10 giugno: manifestazione dell'Expo 2017 ad Astana. Si concluderà il 10 settembre.
- 11 giugno: primo turno delle elezioni parlamentari in Francia.
- 14 giugno: incendio della Grenfell Tower a Londra. Muoiono 72 persone e altre 74 restano ferite.
- 17 giugno: incendio di Pedrógão Grande, in Portogallo.
- 18 giugno: secondo turno delle elezioni parlamentari in Francia.
- 24 giugno: inizio delle elezioni parlamentari in Papua Nuova Guinea.
- 25 giugno: Elezioni parlamentari in Albania.

### Luglio
- 1º luglio: l'Estonia assume la presidenza di turno dell'Unione europea.
- 2 luglio: elezioni parlamentari in Senegal.
- 7-8 luglio: 12º vertice del G20 ad Amburgo, in Germania.
- 8 luglio: fine delle elezioni parlamentari in Papua Nuova Guinea.
- 17 luglio: elezioni presidenziali in India.
- 20 luglio: termina la Battaglia di Mosul (2016-2017).
- 21 luglio: un terremoto di magnitudo 6.7 colpisce Grecia e Turchia.
- 29 luglio: elezioni parlamentari in Gabon.

### Agosto
- 2 agosto: dopo 65 anni di servizio il Principe Filippo di Edimburgo, consorte di Elisabetta II del Regno Unito, si ritira dalla scena pubblica.
- 4 agosto: elezioni presidenziali in Ruanda.
- 8 agosto: elezioni generali in Kenya.
- 17 agosto: 
  - Attentato terroristico a Barcellona.
  - Inizia a formarsi l'Uragano Harvey che colpirà diversi Paesi dell'America centrale e gli stati del Texas e della Louisiana.
- 21 agosto: 
  - Eclissi solare del 2017.
  - Terremoto di Casamicciola del 2017.

### Settembre
- 1º settembre: 9º vertice dei BRICS a Xiamen, in Cina.
- 7 settembre: terremoto del Messico del 2017.
- 10 settembre: fine dell'Expo 2017 di Astana, in Kazakistan.
- 11 settembre: elezioni parlamentari in Norvegia.
- 13 settembre: 130ª sessione del CIO a Lima. Assegnazione dei Giochi della XXXIII Olimpiade del 2024 a Parigi e dei successivi Giochi della XXXIV Olimpiade del 2028 a Los Angeles.
- 15 settembre: la sonda Cassini, lanciata il 15 ottobre 1997, termina il servizio con un tuffo nell'atmosfera di Saturno.
- 19 settembre: un terremoto di magnitudo 7,1 colpisce il Messico.
- 23 settembre: elezioni generali in Nuova Zelanda.
- 24 settembre:
  - Elezioni federali in Germania.
  - Elezioni senatoriali in Francia.
- 25 settembre: Al referendum sull'indipendenza del Kurdistan il sì ha vinto con il 92,7 per cento dei voti. L'affluenza fra i circa 4,6 milioni di elettori registrati è stata del 72,6 per cento. Il Governo iracheno non ha riconosciuto l'esito del referendum.

### Ottobre
- 1º ottobre:
  - Referendum sull'indipendenza della Catalogna non riconosciuto dal Governo spagnolo e bocciato dal Tribunale costituzionale spagnolo.
  - In Germania entra in vigore la legge che consente matrimonio tra persone dello stesso sesso. Il primo matrimonio viene celebrato tra Bodo Mende e Karl Kreile.[1]
- 2 ottobre – Stati Uniti d'America: strage di Las Vegas.
- 10 ottobre: elezioni generali in Liberia.
- 15 ottobre: 
  - Elezioni parlamentari in Austria.
  - Liberata la città Raqqa da parte dell'esercito siriano.
- 16 ottobre – Malta: Viene uccisa da una bomba installata sulla sua auto la giornalista Daphne Caruana Galizia
- 20-21 ottobre: elezioni parlamentari in Repubblica Ceca.
- 27 ottobre: il parlamento catalano approva una dichiarazione di indipendenza, non riconosciuta dalla Spagna.
- 28 ottobre: elezioni parlamentari in Islanda.
- 29 ottobre: elezioni parlamentari in Argentina.
- 31 ottobre – Stati Uniti d'America: strage di Halloween a New York City.

### Novembre
- 5 novembre – Stati Uniti d'America: Strage di Sutherland Springs.
- 5-11 novembre: 29º vertice dell'APEC a Đà Nẵng, in Vietnam.
- 6 novembre – Un incidente tra una nave della Guardia costiera libica e una nave dell'ONG causa la morte di 50 persone.
- 13 novembre: Iran-Iraq: un terremoto con scossa di magnitudo 7,3 avvertito nella provincia iraniana di Kermanshah, nei pressi del confine con l'Iraq, causa la morte di più di 540 persone, 8.100 feriti e 70.000 sfollati.
- 14 novembre – Zimbabwe: Colpo di Stato militare contro il presidente Robert Mugabe.
- 15 novembre – Argentina: il sottomarino ARA San Juan, in missione tra Ushuaia e Mar del Plata con a bordo 44 militari, scompare ad 800 metri di profondità nel golfo San Jorge. I suoi resti saranno rinvenuti il 17 novembre 2018.
- 19 novembre – elezioni generali in Cile.
- 24 novembre – Egitto: un attentato nei pressi di al Arish determina la morte di almeno 235 persone e 109 feriti.[2]
- 26 novembre
  - Elezioni generali in Honduras.
  - La Georgia ospita la 15ª edizione dello Junior Eurovision Song Contest, vinta per la seconda volta dalla Russia.

### Dicembre
- 8 dicembre – Si intensificano gli scontri nella Repubblica Democratica del Congo: 15 caschi blu della MONUSCO restano uccisi in un attacco armato.
- 12 dicembre – A Parigi si tiene il One Planet Summit[3]
- 13 dicembre – Al Castello di Saint-Cloud, nei pressi di Parigi, si riunisce il G5 Sahel (vertice politico internazionale tra Burkina Faso, Ciad, Mali, Mauritania e Niger) con i governi di Francia, Italia e Germania. I tre paesi europei decidono di sostenere il Force G5 Sahel, la coalizione militare dei cinque paesi africani.[4]
- 17 dicembre – Il Comitato Olimpico Internazionale vieta alla Russia di competere alle Olimpiadi invernali del 2018 per lo scandalo del doping alle Olimpiadi invernali del 2014[5]

## Morti
Ci sono circa 2 280 voci su persone morte nel 2017; vedi la pagina Morti nel 2017 per un elenco descrittivo o la categoria Morti nel 2017 per un indice alfabetico.

## Calendario
| Calendario 2017 | Calendario 2017 | Calendario 2017 | Calendario 2017 | Calendario 2017 | Calendario 2017 | Calendario 2017 | Calendario 2017 | Calendario 2017 | Calendario 2017 | Calendario 2017 | Calendario 2017 | Calendario 2017 | Calendario 2017 | Calendario 2017 | Calendario 2017 | Calendario 2017 | Calendario 2017 | Calendario 2017 | Calendario 2017 | Calendario 2017 | Calendario 2017 | Calendario 2017 | Calendario 2017 | Calendario 2017 | Calendario 2017 | Calendario 2017 | Calendario 2017 | Calendario 2017 | Calendario 2017 | Calendario 2017 | Calendario 2017 | Calendario 2017 |
| --------------- | --------------- | --------------- | --------------- | --------------- | --------------- | --------------- | --------------- | --------------- | --------------- | --------------- | --------------- | --------------- | --------------- | --------------- | --------------- | --------------- | --------------- | --------------- | --------------- | --------------- | --------------- | --------------- | --------------- | --------------- | --------------- | --------------- | --------------- | --------------- | --------------- | --------------- | --------------- | --------------- |
|                 | 1               | 2               | 3               | 4               | 5               | 6               | 7               | 8               | 9               | 10              | 11              | 12              | 13              | 14              | 15              | 16              | 17              | 18              | 19              | 20              | 21              | 22              | 23              | 24              | 25              | 26              | 27              | 28              | 29              | 30              | 31              |                 |
| Gennaio         | Do              | Lu              | Ma              | Me              | Gi              | Ve              | Sa              | Do              | Lu              | Ma              | Me              | Gi              | Ve              | Sa              | Do              | Lu              | Ma              | Me              | Gi              | Ve              | Sa              | Do              | Lu              | Ma              | Me              | Gi              | Ve              | Sa              | Do              | Lu              | Ma              |                 |
| Febbraio        | Me              | Gi              | Ve              | Sa              | Do              | Lu              | Ma              | Me              | Gi              | Ve              | Sa              | Do              | Lu              | Ma              | Me              | Gi              | Ve              | Sa              | Do              | Lu              | Ma              | Me              | Gi              | Ve              | Sa              | Do              | Lu              | Ma              |                 |                 |                 |                 |
| Marzo           | Me              | Gi              | Ve              | Sa              | Do              | Lu              | Ma              | Me              | Gi              | Ve              | Sa              | Do              | Lu              | Ma              | Me              | Gi              | Ve              | Sa              | Do              | Lu              | Ma              | Me              | Gi              | Ve              | Sa              | Do              | Lu              | Ma              | Me              | Gi              | Ve              |                 |
| Aprile          | Sa              | Do              | Lu              | Ma              | Me              | Gi              | Ve              | Sa              | Do              | Lu              | Ma              | Me              | Gi              | Ve              | Sa              | Do              | Lu              | Ma              | Me              | Gi              | Ve              | Sa              | Do              | Lu              | Ma              | Me              | Gi              | Ve              | Sa              | Do              |                 |                 |
| Maggio          | Lu              | Ma              | Me              | Gi              | Ve              | Sa              | Do              | Lu              | Ma              | Me              | Gi              | Ve              | Sa              | Do              | Lu              | Ma              | Me              | Gi              | Ve              | Sa              | Do              | Lu              | Ma              | Me              | Gi              | Ve              | Sa              | Do              | Lu              | Ma              | Me              |                 |
| Giugno          | Gi              | Ve              | Sa              | Do              | Lu              | Ma              | Me              | Gi              | Ve              | Sa              | Do              | Lu              | Ma              | Me              | Gi              | Ve              | Sa              | Do              | Lu              | Ma              | Me              | Gi              | Ve              | Sa              | Do              | Lu              | Ma              | Me              | Gi              | Ve              |                 |                 |
| Luglio          | Sa              | Do              | Lu              | Ma              | Me              | Gi              | Ve              | Sa              | Do              | Lu              | Ma              | Me              | Gi              | Ve              | Sa              | Do              | Lu              | Ma              | Me              | Gi              | Ve              | Sa              | Do              | Lu              | Ma              | Me              | Gi              | Ve              | Sa              | Do              | Lu              |                 |
| Agosto          | Ma              | Me              | Gi              | Ve              | Sa              | Do              | Lu              | Ma              | Me              | Gi              | Ve              | Sa              | Do              | Lu              | Ma              | Me              | Gi              | Ve              | Sa              | Do              | Lu              | Ma              | Me              | Gi              | Ve              | Sa              | Do              | Lu              | Ma              | Me              | Gi              |                 |
| Settembre       | Ve              | Sa              | Do              | Lu              | Ma              | Me              | Gi              | Ve              | Sa              | Do              | Lu              | Ma              | Me              | Gi              | Ve              | Sa              | Do              | Lu              | Ma              | Me              | Gi              | Ve              | Sa              | Do              | Lu              | Ma              | Me              | Gi              | Ve              | Sa              |                 |                 |
| Ottobre         | Do              | Lu              | Ma              | Me              | Gi              | Ve              | Sa              | Do              | Lu              | Ma              | Me              | Gi              | Ve              | Sa              | Do              | Lu              | Ma              | Me              | Gi              | Ve              | Sa              | Do              | Lu              | Ma              | Me              | Gi              | Ve              | Sa              | Do              | Lu              | Ma              |                 |
| Novembre        | Me              | Gi              | Ve              | Sa              | Do              | Lu              | Ma              | Me              | Gi              | Ve              | Sa              | Do              | Lu              | Ma              | Me              | Gi              | Ve              | Sa              | Do              | Lu              | Ma              | Me              | Gi              | Ve              | Sa              | Do              | Lu              | Ma              | Me              | Gi              |                 |                 |
| Dicembre        | Ve              | Sa              | Do              | Lu              | Ma              | Me              | Gi              | Ve              | Sa              | Do              | Lu              | Ma              | Me              | Gi              | Ve              | Sa              | Do              | Lu              | Ma              | Me              | Gi              | Ve              | Sa              | Do              | Lu              | Ma              | Me              | Gi              | Ve              | Sa              | Do              |                 |

## Premi Nobel
In quest'anno sono stati conferiti i seguenti Premi Nobel:
- per la Medicina: Jeffrey C. Hall, Michael Rosbash e Michael W. Young
- per la Fisica: Rainer Weiss, Barry C. Barish e Kip S. Thorne
- per la Chimica: Jacques Dubochet, Joachim Frank e Richard Henderson
- per la Letteratura: Kazuo Ishiguro
- per la Pace: International Campaign to Abolish Nuclear Weapons
- per l'Economia: Richard Thaler